# Жеребилівка (Звягельський район)
Жеребилі́вка — село в Україні, у Піщівській сільській територіальній громаді Звягельського району Житомирської області. Населення становить 338 осіб (2001).

## Історія
В 1906 році — село Піщівської волості Новоград-Волинського повіту Волинської губернії. Відстань від повітового міста 22 версти, від волості 3. Дворів 81, мешканців 456.
До 7 серпня 2017 року село входило до складу Піщівської сільської ради Новоград-Волинського району Житомирської області.

## Населення

### Мова
Розподіл населення за рідною мовою за даними перепису 2001 року:
| Мова       | Кількість | Відсоток |
| ---------- | --------- | -------- |
| українська | 336       | 99.41 %  |
| російська  | 2         | 0.59 %   |
| Усього     | 338       | 100 %    |

## Відомі люди
- Барбух Петро Петрович (1989—2014) — солдат Збройних сил України, загинув під час боїв за Савур-могилу.
- Шмигін Микола Миколайович (нар. 1963) — журналіст, письменник (уродженець села).